# Олександр Єловицький

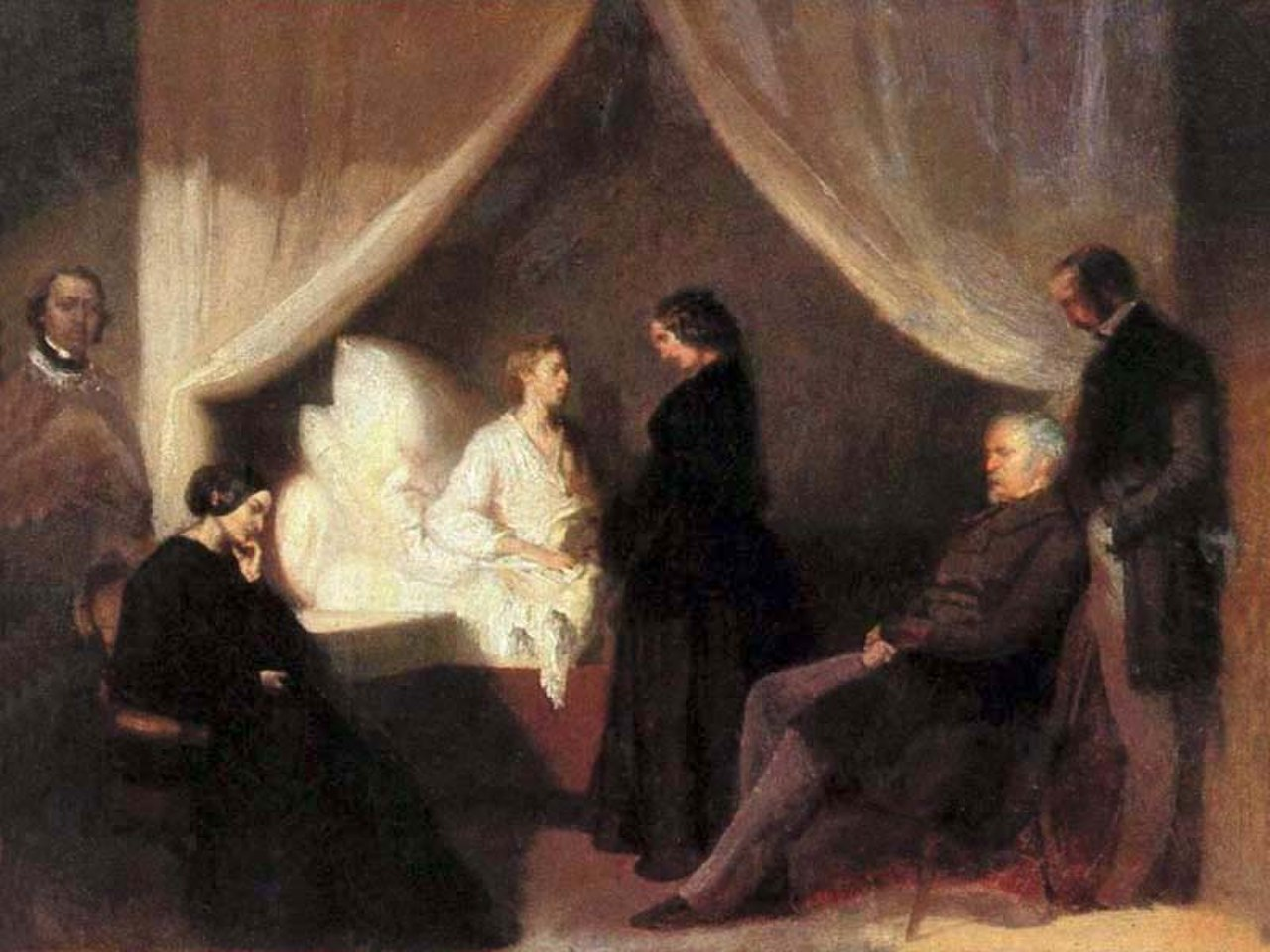
Шопен на смертному одрі, Теофіл Квятковський, 1849, на замовлення Джейн Стерлінг. Зліва направо: Олександр Єловицький; Сестра Шопена Людвіка; Марселіна Чарторийська; Войцех Гжимала;

Олекса́ндр Єловицький (пол. - Aleksander Jełowicki) — польський громадський і релігійний діяч, літератор. 
У Парижі брав активну участь у роботі парламентської комісії, створеної для підготовки меморіалу про царські переслідування в Польщі. Був членом повстанського парламенту в еміграції. У 1832 році був членом Товариства Литви і Руських земель у Парижі  ]. Він був співзасновником і секретарем Асоціації наукової допомоги молоді, про яку в грудні 1832 року разом з Мохнацьким написав брошуру: - Про Товариство взаємодопомоги (Париж 1833). Це товариство сприяло відкриттю військової школи в Парижі, школи для польських дітей у Батіньйолі, Нансі та Орлеані , а з 1838 р. — Польської бібліотеки в Парижі. Був членом Товариства ім. Літературно -руський земельний комітет. Він був тимчасово активним у Польському національному комітеті Лелевеля , а також приєднався до Крайового комітету польської еміграції під головуванням генерала Дверницького (з жовтня 1832 по березень 1834). Ліквідаційний комітет створив у 1834 році на прохання Олександра Єловіцького Комісію еміграційних фондів. Від початку був активним учасником Товариства ім. Літерацького , а 3 травня 1835 р. обраний його секретарем.
У 1833 році він провів кілька місяців у Швейцарії і здійснив подорож на Монблан. У 1834 році він провів кілька днів в Осері , де познайомився з коханою Мохнацкі. У 1833 р. став меценатом А. Міцкевича. Він придбав тираж (2000 примірників) своїх «Поезій» , т. IV, виданих у Парижі 1832 р., і видав власним коштом «Дзяди» , ч. 1. III (1833), Pan Tadeusz (1834), Księgi Pielgrzymstwa (1834).У липні 1835 року було встановлено партнерство між Олександром Єловіцьким, Євстахієм Янушкевичем і Стефаном Дембовським, які заснували Польську друкарню та книгарню в Парижі під назвою Jełowicki i S-ka. Цю подію відзначили «великим друкарсько-авторським обідом» із пам’ятною декламацією Горецького. Єловицький і Янушкевич, уклавши контракт на три роки, внесли статутний капітал у розмірі 15 000 франків кожен, а Єловицький вніс свої публікації як депозит. Внесок Дембовського, приятеля Єловицького з Кракова і майора заводу в Осері , склав 6000 франків. Третій акціонер незабаром помер від «сплутаності почуттів». Місцем зустрічі новоприбулих із Польщі було просторе приміщення Книгарні на розі вулиць Сен і Маре Сен-Жермен. У конторі: «на цих самих вузьких лавах» сиділи письменники та друзі, і там складалися думки про щойно видані книжки й поширювалися по еміграції та країні. У цьому ж будинку, на мезоніні, були також гостьові приватні апартаменти Янушкевича та братів Єловицьких (Олександра та Едуарда). За неповних п’ять років книгарня надрукувала 598 044 аркушів, у тому числі 32 твори тиражем 408 145 аркушів, тобто приблизно 105 аркушів на рік. Єловіцький опублікував деякі твори Я. Словацького , З. Красінського , Ю. Нємцевича , К. Бродзінського , С. Вітвіцького , В. Поля , А. Горецького , М. Мохнацького , Я. Лелевеля , Г. Жевуського , Фелікса Вротновського, М. Чайковського. , К. Гоффманова , І. Красицький та ін. У своїй та інших друкарнях він надрукував низку власних памфлетів і ефемерій, полемічних творів, частково незареєстрованих, навіть Естрайхера. Серед найважливіших – подвійне видання брошури під назвою: Про повстання (написано під впливом М. Мохнацького), оцінене дуже високо Лелевелем і військовими теоретиками. Крім того, він редагував і видавав Rocznik Emigracji Polskiej , журнал, присвячений політиці та літературі (Париж 1836, № 42), а після його призупинення, наступного року, Wiadomości Krajowe i Emigracyjne , історичний та літературний журнал (з лютого до Грудень 1837 р., 36 числа).

## Життєпис
Народився у родинному маєтку в Губнику Гайсинського повіту. Початкову освіту отримав удома під керівництвом василіани на отця Скиби. Середню — в Подільській гімназії у Вінниці (1815—1820 рр.). Восени 1821 р. вступив на філософський факультет Краківської академії. 1824 р. перейшов до Варшавського університету, де 1825 р. здобув ступінь магістра філософії. Паралельно слухав лекції з польської літератури.
Наприкінці 1825 р. повернувся до Губника. Разом з батьком і братами брав участь у Листопадовому повстанні на Правобережній Україні, а після його розгрому став одним з найвідоміших діячів на еміграції. Зокрема, заснував у Парижі Польську книгарню і друкарню, в якій виходили твори найвідоміших польських літераторів і його власні. Редагував і видавав польські еміграційні часописи.
У 1838 р. вступив до католицької семінарії святого Станіслава Костки в Парижі, продовжив ті студії в семінарії у Версалі. Висвячений на священика 1841 р., невдовзі став вікарієм у передмістях Парижа Отейль і Сен-Клу. 1843 р. вступив до Згромадження воскресіння Господа нашого Ісуса Христа — католицького чернечого ордену, основною метою якого було моральне й релігійне відродження польської еміграції. В 1844 р. виїхав до Парижа, де тривалий час керував Польською місією при костьолі святого Роха, а з 1849 р. — при костелі Успіння Пресвятої Богородиці.
Підтримав моральне Січневе повстання 1863 р. Виголошував патріотичні проповіді, писав повстанські вірші, а після його розгрому діяв переважно на релігійній ниві, зокрема перекладав польською мовою низку релігійних праць, а також опублікував кілька власних, у тому числі — віршів. Деякі його праці на історичну тематику залишились у рукописах, зокрема — «Барська конфедерація». Залишив спогади, які охоплюють його життя від раннього дитинства і до 1838 р. Видав їх під назвою «Мої спогади» (1839) у двох книгах. Спогади містять, серед іншого, цікаві подробиці з повсякденного життя і звичаїв подільської шляхти.                                             22 липня 1834 року Олександр Єловіцький, «député polonais, demeurant Avenue de Neuilly No. 23», був свідком на весіллі А. Міцкевича та Целіни Шимановської .
Був членом адміністративної ради Закладу святого Казимира в Парижі. А також чимало прислужився будівництву Польського колегіуму в Римі.
Помер в Римі 15 квітня 1877 р., похований у гробівці свого ордену. У будинку Польського колегіуму в Римі вміщено мармурове погруддя А. Єловицького різця Владислава Олєщинського, а в польському костьолі в Парижі 1930 р. відкрито меморіальну дошку.